# Euploea claudina
Euploea claudina är en fjärilsart som beskrevs av Otto Staudinger 1889. Euploea claudina ingår i släktet Euploea och familjen praktfjärilar. Inga underarter finns listade i Catalogue of Life.